# Рибнік (округ Левіце)
Рибнік (словац. Rybník) — село, громада округу Левіце, Нітранський край. Кадастрова площа громади — 24.7 км².
Населення 1435 осіб (станом на 31 грудня 2018 року).

## Історія
Рибнік згадується 1075 року.

## Географія
Протікає Рибницький потік.

## Населення
| Рік:            | 1994. | 2004.   | 2014.   | 2024.   |
| --------------- | ----- | ------- | ------- | ------- |
| Кількість осіб: | 1398  | 1404    | 1439    | 1385    |
| Різниця:        |       | +0,42 % | +2,49 % | -3,75 % |

| Рік:            | 2023. | 2024.   |
| --------------- | ----- | ------- |
| Кількість осіб: | 1394  | 1385    |
| Різниця:        |       | -0,64 % |